# Adoxia hali
Adoxia hali es un insecto coleóptero de la familia Chrysomelidae. Fue descrita científicamente por primera vez en 1917 por Broun.